# Erythrinus erythrinus
Erythrinus erythrinus és una espècie de peix de la família dels eritrínids i de l'ordre dels caraciformes.

## Morfologia
- Els mascles poden assolir 20 cm de longitud total.[1][2]

## Alimentació
Menja peixets i insectes.

## Hàbitat
És un peix d'aigua dolça i de clima tropical (22 °C-26 °C).

## Distribució geogràfica
Es troba a Sud-amèrica: conques dels rius Amazones i Orinoco, i rius costaners de les Guaianes.

## Observacions
És conegut en el món de l'aquariofília des de l'any 1910, tot i que el seu manteniment és considerat difícil i la seua reproducció en captivitat inexistent.